# Santo Amaro (distretto di San Paolo)
Santo Amaro è un distretto (distrito) della zona meridionale di San Paolo in Brasile, situato nella subprefettura Santo Amaro. 
È stato un comune indipendente dal 1832 al 1935, quando è stato reincorporato nella capitale. Il quartiere è delimitato dalle vie Roque Petroni Jr., Professor Vicente Rao, Washington Luís e Marginal Pinheiros. Attualmente è il centro più importante della regione sud-occidentale del comune, ed è considerato più importante della parte centrale del comune per questa regione e per diversi comuni limitrofi.
È la regione del comune in cui si è registrata la maggiore concentrazione di immigrati tedeschi a partire dal 1829. Nel 1832 fu elevato a comune (in funzione dal 7 aprile 1833), separato da San Paolo, e rimase tale fino al 22 febbraio 1935, quando fu nuovamente incorporato a San Paolo. Dal 1947 in poi l'area è stata interessata da un flusso costante di immigrati dal nord-est, dediti per lo più al commercio.
Il quartiere di Santo Amaro rappresenta la pluralità dei cittadini brasiliani; la sua parte più nota è Largo 13 de Maio, dove si trovano la Cattedrale di Santo Amaro e il chilometro zero. Il distretto è formato anche da altri quartieri, come Chacára Flora, Alto Da Boa Vista, Granja Julieta e Chacára Santo Antonio. Tutti questi quartieri ricadono sotto la giurisdizione della Sottoprefettura di Santo Amaro.
Un tempo era un importante polo industriale di San Paolo, con il passare degli anni diverse aziende multinazionali che hanno chiuso i battenti o si sono trasferite altrove a causa del processo di deindustrializzazione. Attualmente è il secondo polo commerciale di San Paolo, secondo solo al Centro Storico di San Paolo. Ha una varietà di negozi al dettaglio, ristoranti, gallerie e centri commerciali come Mais Shopping, Boa Vista Shopping, Shopping Morumbi e Market Place.

## Società

### Religione
Il quartiere è sede della diocesi di Santo Amaro, istituita il 15 marzo 1989 e suffraganea dell'arcidiocesi di San Paolo.

## Cultura

### Istruzione
Attualmente conta 4 università e 8 collegi, 26 scuole primarie comunali, 50 scuole statali e 65 scuole pubbliche. Ci sono 20 scuole secondarie statali e 41 private. Le strutture culturali e ricreative comprendono anche 5 biblioteche, 7 centri culturali e il Teatro Paulo Eiró, che prende il nome dal più famoso poeta locale.

## Infrastrutture e trasporti
Santo Amaro è servita dalla Linea 9-Esmeralda del Treno Metropolitano di San Paolo e dalla linea 5-Lilla della metropolitana di San Paolo. Queste due linee che si collegano alla stazione di Santo Amaro, situata a cavallo della Marginal Pinheiros. Il quartiere è servito anche da un terminal di autobus SPTrans (Santo Amaro) nelle vicinanze di Largo 13 (popolarmente noto come Largo 13) che gestisce minibus per tutte le parti della città.